# Градове от федерално значение на Руската федерация
Руската федерация се състои от 85 субекта, 3 от които са градове от федерално значение.
За разлика от другите субекти на РФ тези градове имат особена форма на организация на местно самоуправление. Част от пълномощията на местното самоуправление се изпълняват непосредствено от органите на държавната власт на съответния град от федерално значение.

## Столици на Русия
Такъв статут е предвиден за двата най-населени руски града, изпълнявали функциите на столица на страната:
- Москва – настоящата (от 1918 г.) и бивша (1327 – 1713 и 1728 – 1732 г.) столица;
- Санкт Петербург – бивша столица през периодите 1713 – 1728, 1732 – 1918 г.

## Други градове
Такъв статут има и град Севастопол с прилежащия му район, присъединен (в състава на Република Крим) към Руската федерация на 18 март 2014 г. след проведен референдум.
Статут на град от федерално значение на Русия има също и гр. Байконур с прилежащия едноименен руски космодрум Байконур в Република Казахстан за срока на неговата аренда от Русия до 2050 г. включително. Байконур обаче не е субект на Руската федерация.